# Сражение при Иломантси
Сражение при Иломантси (фин. Ilomantsin taistelu) — боевые действия между советскими и финскими войсками в ходе Советско-финской войны 1941—1944 г., происходившие северо-восточнее посёлка Иломантси с 26 июля по 13 августа 1944 года. Один из эпизодов Свирско-Петрозаводской операции Карельского фронта.
В конце июля 1944 года 176-я и 289-я стрелковые дивизии 32-й армии в результате длительного наступления вышли на советско-финскую государственную границу 1940 г. Однако, углубившись на территорию Финляндии на 10—12 километров, советские войска были контратакованы частями финской оперативной группы «R», попали в окружение и, понеся значительные потери, были вынуждены отступить.

## Наступление 32-й армии, июнь-июль 1944 года

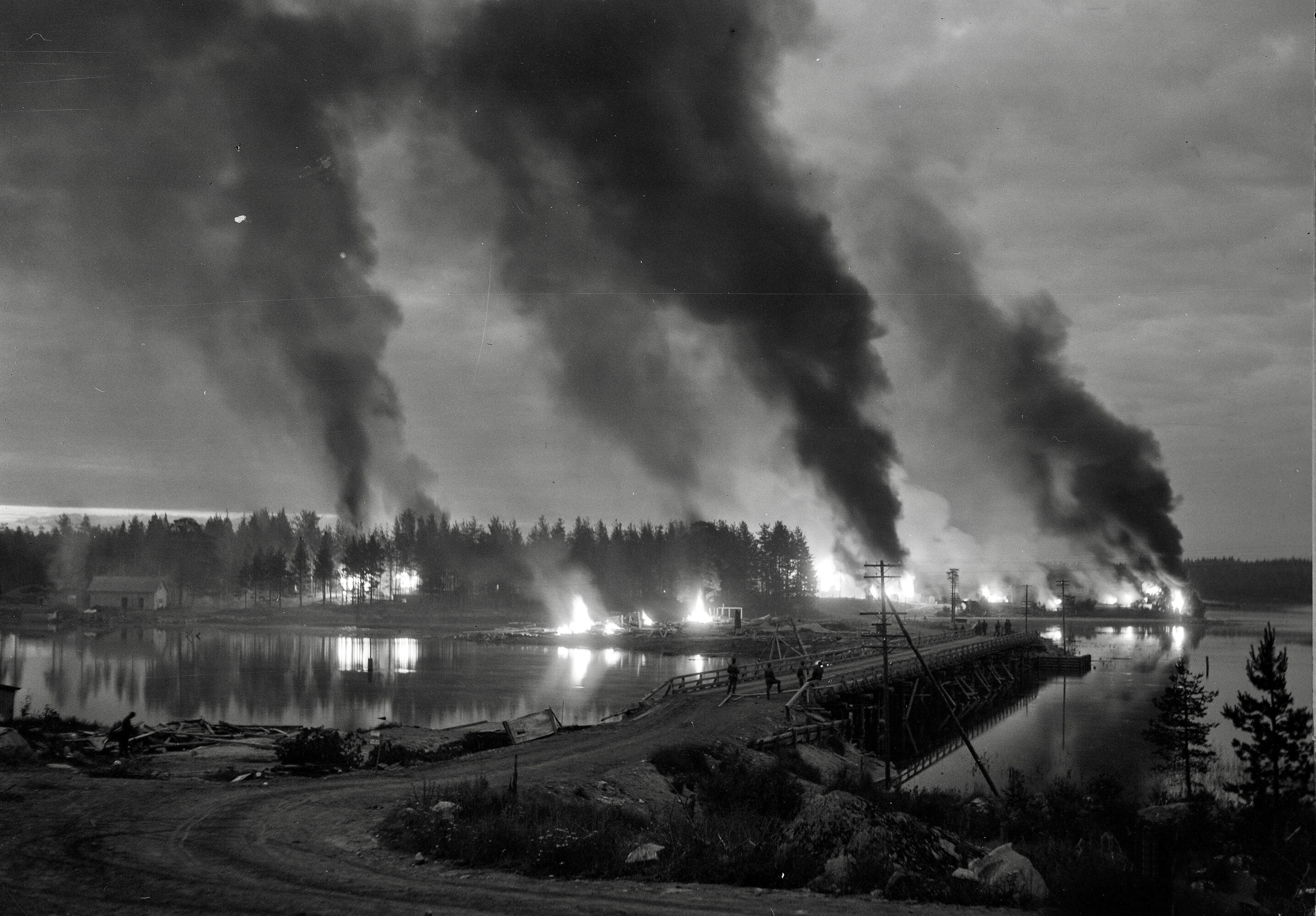
Подожженные отступающими финскими войсками дома в деревне Поросозеро, 7 июля 1944 г.

21 июня 1944 года советские войска Карельского фронта начали Свирско-Петрозаводскую операцию. Основной удар с рубежа реки Свирь наносила 7-я армия. Одновременно из района севернее Онежского озера в наступление перешли части 32-й армии, которые, взломав оборону противника, стали продвигаться по направлению к государственной границе. Отступая, финские войска оказывали ожесточенное сопротивление, взрывали мосты и минировали дороги, что существенно замедляло темп наступления. Тем не менее, преодолев с боями более 160 километров в конце июля 176-я (командир — полковник В. И. Золотарёв) и 289-я (генерал-майор Н. А. Чернуха) стрелковые дивизии 32-й армии достигли государственной границы в районе западнее Куолисмы.
К этому времени на других участях фронта положение сторон стабилизировалось и боевые действия по большей части приняли позиционный характер. Учитывая это Ставка ВГК начала вывод ряда соединений Карельского фронта в свой резерв для переброски на другие направления.

## Ход боевых действий

### Бои на государственной границе, 21—30 июля
Утром 21 июля части 55-го полка 176-й стрелковой дивизии первыми вышли на государственную границу с Финляндией в районе населенного пункта Лонгонваара, на следующий день границы достиг 63-й полк дивизии. Придавая большое значение самому факту выхода передовых частей 32-й армии к государственной границе, командующий фронтом К. А. Мерецков незамедлительно доложил в Ставку ВГК об этом успехе.
Продолжая наступление части 176-й стрелковой дивизии в последних числах июля начали продвижение вглубь Финляндии, но встретили организованное сопротивление 3-го пограничного, а также 1-го и 6-го егерских батальонов финнов. Действовавший на правом фланге дивизии 52-й стрелковый полк, продвигаясь из района Хуллари лесными тропами, вышел на окраины Хаттуваара, но взять посёлок не смог. Одновременно 55-й полк вел бой с противником на рубеже реки Илайаньйоки, а 63-й — в районе посёлка Утрио.
В это время 289-я стрелковая дивизия, действовавшая чуть южнее 176-й дивизии, вела бои в районе Лиусвары. Здесь были окружены и уничтожены 2 батальона финской 21-й пехотной бригады, захвачены 5 орудий и 22 автомобиля. Преследуя отступающего противника, к 27 июля передовые части дивизии достигли границы в районе населенного пункта Лутикковаара. 1046-й полк дивизии, первым достигший границы, продолжил наступление по дороге Куолисма — Мёхкё — Иломантси. В районе деревни Эйккесенваара в месте, где дорога проходила по узкому перешейку между озёрами Сюсьмаярви и Коннукаярви, части финской 21-й пехотной бригады организовали прочную оборону. На этом рубеже завязался ожесточенный бой, продолжавшийся несколько дней.
Учитывая уязвимость положения выдвинувшихся далеко вперед двух советских дивизий, части которых вели бои на нескольких направления на значительном удалении друг от друга, а также тот факт, что активных боевых действий на других участках фронта уже не велось, финское командование приняло решение перебросить в район Иломантси подкрепление и перейти в контрнаступление. Пока егерские батальоны и части 21-й пехотной бригады сдерживали советское наступление, с Карельского перешейка 28 июля прибыла кавалерийская бригада. Для предстоящего наступления войска были объединены в оперативную группу «R» под командованием генерала Э. Раппана (всего около 14 000 человек). Финская группировка имела некоторое преимущество в живой силе — общая численность двух советских дивизий на 31 июля не превышала 11 200 человек.

### Финское контрнаступление
31 июля оперативная группа «R» перешла в контрнаступление. Финские части, используя тактику «Мотти», действовали малыми, подвижными группами против рассредоточенных подразделений двух советских дивизий, стараясь перерезать их коммуникации, разделить на отдельные обособленные отряды, а затем уничтожить по частям.
Так, в первый день наступления кавалерийская бригада основными силами в районе Утрио атаковала 63-й полк 176-й стрелковой дивизии и заставила его спешно отступить. Развивая успех, 1 августа части кавалерийской бригады стремительным броском по лесным тропам вышли юго-восточнее озера Луовенъярви к дороге Куолисма — Иломантси.
Одновременно подверглись атакам и два других полка 176-й стрелковой дивизии. Особенно большие потери в районе Хаттуваары понес 52-й полк, внезапно атакованный с юга частями кавалерийской бригады, а также 3-м пограничным егерским батальоном и отдельной ротой егерей капитана Л. Тёрни. Понеся большие потери, части 52-го полка были вынуждены спешно отступить на восток в направлении Хуллари. Под натиском противника основные силы 176-й стрелковой дивизии были вынуждены отойти в район Велливаара — Лехмиваара и временно перейти там к обороне.
В тяжелом положении оказались и части 289-й стрелковой дивизии. В районе Эйккесенваара финские мобильные отряды 21-й пехотной бригады и егерских батальонов обошли позиции передового отряда дивизии (части 1046-го и 1044-го полков) с флангов и вскоре окружили его. Понеся значительные потери, бойцам и командирам пришлось самостоятельно пробиваться или из окружения на восток по берегу озера Коннукаярви, или на север — в направление Лутикковары, где держали оборону основные силы дивизии.

При подходе войск фронта к государственной границе в районе Куолисмы две дивизии попали в тяжелое положение. На сложной пересеченной местности финны обволокли их мелкими группами, просачивались в отдельных местах в боевые порядки. У одной из дивизий оказались отрезанными пути подвоза. Некоторое время продовольствие и боеприпасы ей доставляли с помощью самолётов. Такие неудачи были тем досаднее, что в целом-то операции по разгрому финских пособников Гитлера проходили благоприятно.— Из воспоминаний генерала армии С. М. Штеменко, в 1944 г. начальника Оперативного управления Генштаба.
Уже к 2 августа 176-й и 289-й стрелковые дивизии были изолированы друг от друга и разделены на несколько обособленных частей. Единственная хорошая дорога, связывавшая советскую группировку с остальными силами 32-й армии, оказалось перерезанной. В такой ситуации советские соединения стали остро испытывать недостаток в продовольствии и боеприпасах. По распоряжению командующего войсками фронта с 3 по 5 июля была организована доставка материальных средств самолётами По-2 и Р-5, которые сумели перебросить в район боев свыше 6 тонн грузов. Это помогло не позволить финским войскам полностью ликвидировать окруженные группировки. Части 176-й стрелковой дивизии в районе Велливаара — Лехмиваара, а части 289-й стрелковой дивизии в районе Луттиковара отразили все атаки противника. Несмотря на это, положение окруженных отрядов продолжало оставаться тяжелым. Эффективно действовала артиллерия противника, которая в ходе боев сделала более 36 000 выстрелов, в то время как советская артиллерия из-за нехватки боеприпасов за тот же период выпустила по позициям финнам всего около 10 000 снарядов.

### Деблокада 176-й и 289-й стрелковых дивизий
Сложившаяся ситуация заставила командование Карельским фронтом предпринять срочные меры. Первой в район боевых действий прибыла 70-я морская стрелковая бригада и немедленно перешла в наступление с целью деблокады 176-й стрелковой дивизии, однако успеха не добилась. 4-5 августа в район Куолисмы прибыли 3-я, 69-я бригады морской пехоты и часть сил 29-й танковой бригады. Возглавил операцию лично командующий 32-й армии генерал-лейтенант Ф. Д. Гореленко. 3-й бригаде морской пехоты и частям 29-й танковой бригады была поставлена задача наступать вдоль дороги Куолисма — Луттиковара и восстановить связь с 289-й стрелковой дивизией, а 69-й и 70-й бригадам предстояло вести наступление в направлении на Лонгонвару и деблокировать 176-ю стрелковую дивизию.
Ожесточенные бои продолжались несколько дней. Финское кольцо окружения не было плотным и вскоре связь с 176-й и 289-й стрелковыми дивизиями была восстановлена. Учитывая, что обе дивизии понесли заметные потери, а снабжение их было связано с большими трудностями, командование фронтом приняло решение отвести войска на более выгодные рубежи в 5—7 километрах к востоку от границы. Финская группировка, также понесшая значительные потери, не имела достаточных сил для того, чтобы этому воспрепятствовать. Большая часть личного состава 176-й и 289-й стрелковых дивизий успешно вышла из окружения, но поскольку отступление осуществлялось по лесным тропам, на поле боя было оставлено значительное количество техники и тяжелого вооружения.
После боев в районе Иломантси активные боевые действия в Карелии закончились и к 10 августа линия фронта окончательно стабилизировалась по рубежу Кудама-губа — Куолисма — Лоймола — Питкяранта.

## Потери

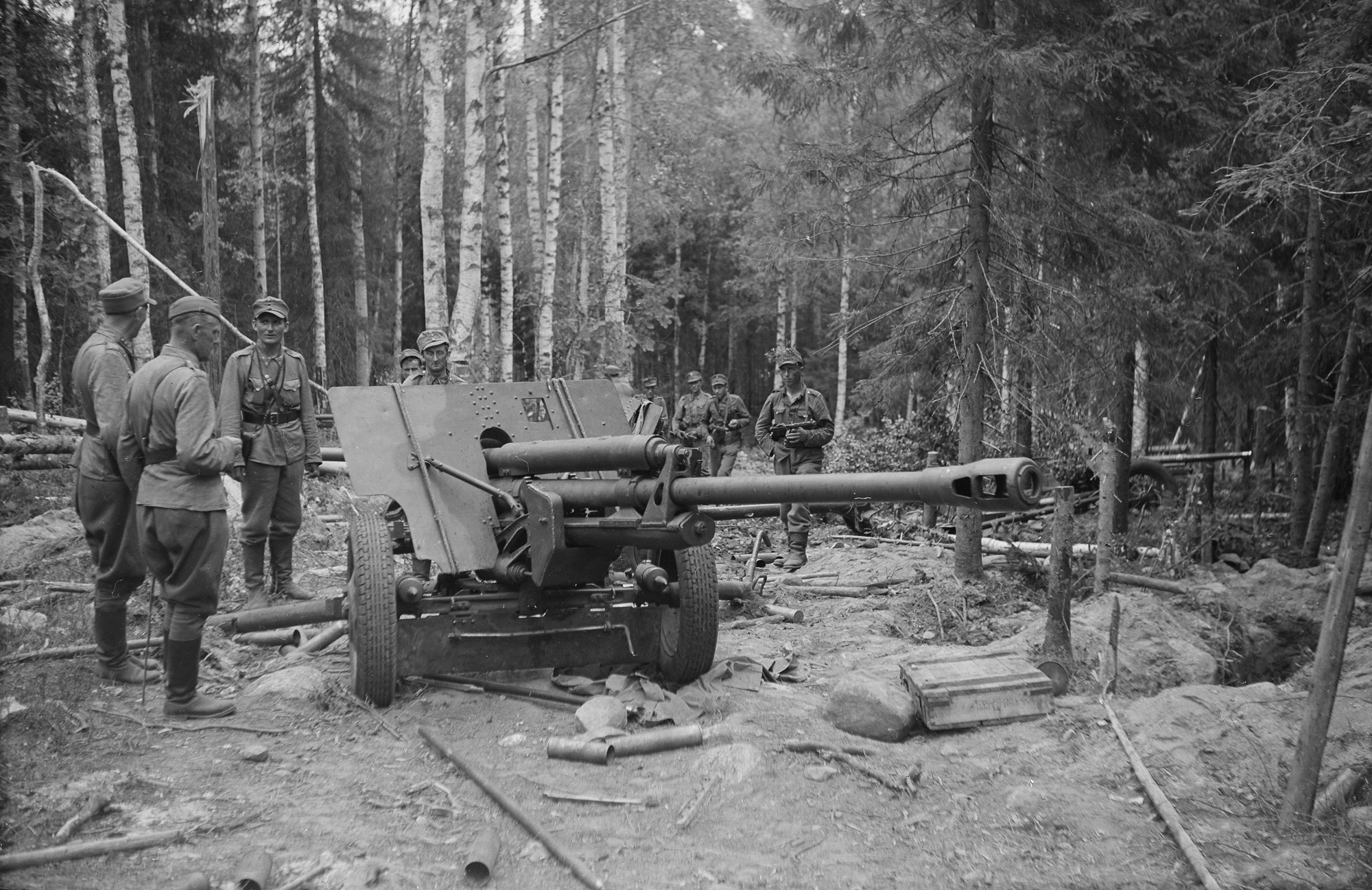
Финские солдаты осматривают брошенное советское орудие ЗИС-3, район Лехмиваары, 7 августа 1944 г.

Согласно исследованию российского историка Ю. М. Килина, основанного на документах из фондов ЦАМО, с советской стороны в сражении при Иломантси принимала участие группировка общей численностью около 20 000 человек. Наибольшие потери понесли дивизии, попавшие в окружение. Так, 176-я стрелковая дивизия, имевшая на 31 июля в своем составе 5722 человека, с 1 по 11 августа потеряла около 1980 солдат и офицеров (убитые — 660, пропавшие без вести — 150, раненые — 1170). За тот же период 298-я стрелковая дивизия потеряла около 1120 солдат и офицеров (около 300 — убитые, 120 — пропавшие без вести, 700 — раненые) из численности на 31 июля в 5500 человек. Некоторое количество человек, из числа пропавших без вести, попали в плен.
Значительные потери понесли морские стрелковые бригады, прибывшие в район Куолисмы в начале августа и деблокировавшие окруженную группировку. С 1 по 11 августа потери составили в 3-й морской стрелковой бригаде 904 человека (156 убитыми и 748 ранеными), в 69-й — 339 человек (89 убитыми и 250 ранеными) и в 70-й — 235 человек (64 убитыми и 171 раненых).
Всего с 1 по 11 августа советские стрелковые части (без учёта 29-й танковой бригады) потеряли 4578 человек (1269 убитыми, 270 пропавшими без вести и 3039 ранеными). Эта цифра не является окончательной, поскольку потери 176-й и 289-й стрелковых дивизий в боях в конце июля доподлинно неизвестны. Кроме того, по финским данным на поле боя советскими войсками были оставлены 94 орудия, 6 ракетных установок, 82 миномета, 66 автомобилей, 7 танков и большое количество прочего военного имущества.
Потери финской оперативной группы «R» составили 277 убитыми и 1388 ранеными. По другим данным потери финнов с 24 июля по 13 августа составили около 2500 человек убитыми и ранеными.

## Итог операции

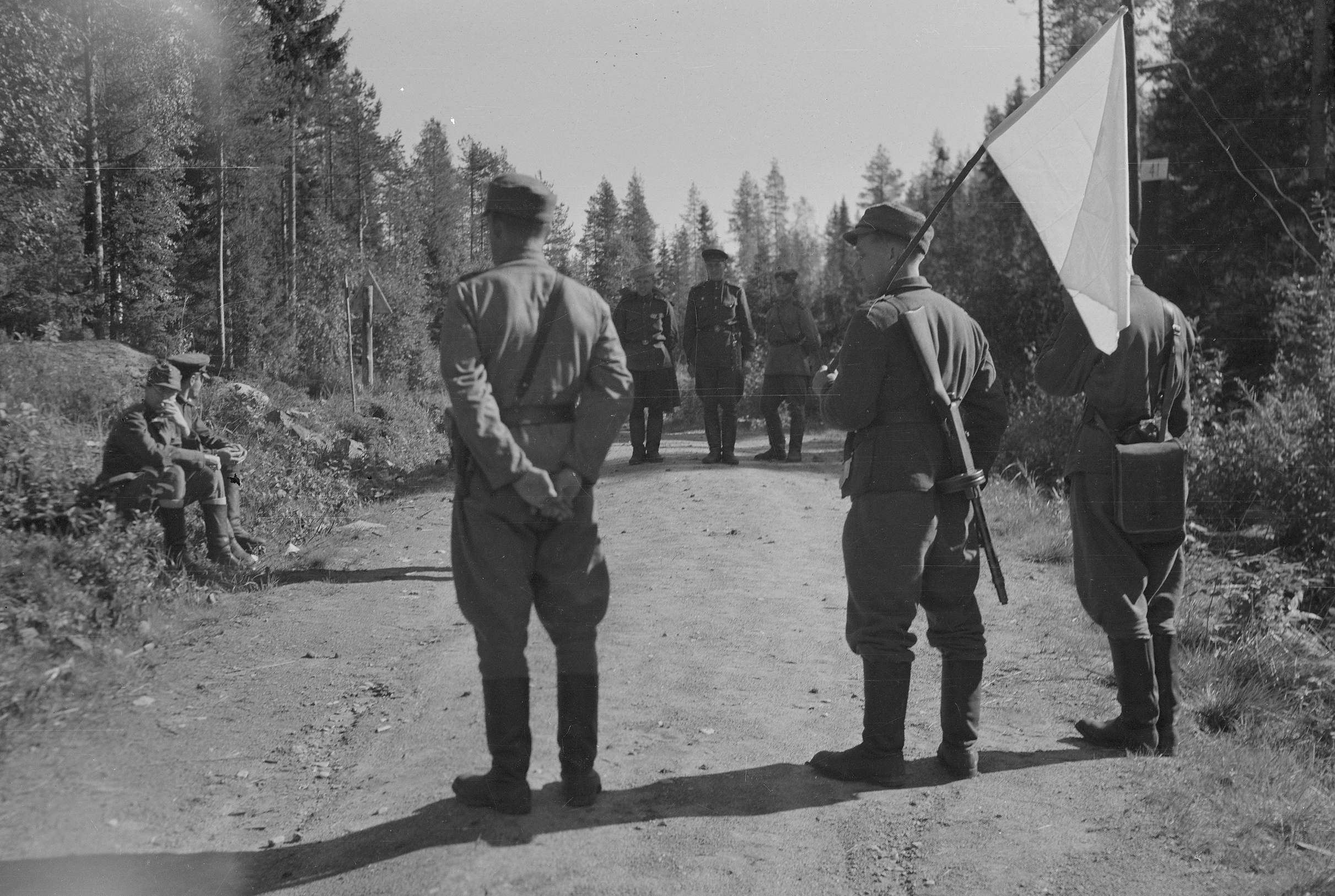
Встреча советских и финских парламентеров на дороге Куолисма — Иломантси после вступления в силу соглашения о прекращении огня. 5 сентября 1944 г.

Наступательные операции Ленинградского и Карельского фронтов поставили Финляндию в крайне тяжелое положение. Уже в августе финское правительство отказалось от союза с Германией, а 19 сентября в Москве было подписано перемирие между СССР и Финляндией.
Однако поражение раздосадовало высшее советское командование. Посчитав, «что последняя операция левого крыла Карельского фронта закончилась неудачно в значительной степени из-за плохой организации руководства и управления войсками», Ставка ВГК сняла с должностей ряд высокопоставленных военачальников Карельского фронта, а военному совету фронта было приказано немедленно устранить крупные недостатки в управлении войсками.
Наступление советских войск в Южной Карелии в отличие от операций на Карельском перешейке и начального этапа Свирско-Петрозаводской операции уже не имело стратегического значения и, по утверждению финского военачальника К. Л. Эша, было продиктовано только соображениями престижа — желанием советской стороны хотя бы в одном месте восстановить границу 1940 г. Несмотря на это, победе под Иломантси в финской историографии придается большое значение. Успех в этом сражении, так же, как «оборонительные победы» на других участках фронта (прежде всего в районе Тали — Ихантала на Карельском перешейке), позволили Финляндии добиться «победы в противостоянии», заключить мир на условиях (пусть и крайне тяжелых) и, таким образом, отстоять свою национальную независимость.

Победа под Иломантси повлияла на нашу утомленную армию столь вдохновенно, что её следует считать необыкновенно большой. После двухмесячных боев, требовавших большого нервного напряжения, продвижение противника было окончательно остановлено.— из воспоминаний К. Г. Маннергейма, в 1944 г. главнокомандующего финской армии.
В муниципалитете Иломантси на местах боев в июле-августе 1944 года созданы многочисленные мемориалы, установлены памятные знаки. В 1994 году в Финляндии с большим размахом было отмечено 50-летие битвы. На торжествах присутствовали действующий премьер-министр Э. Т. Ахо, а также бывший глава Финляндии М. Койвисто, который был непосредственным участником сражения при Иломантси.

## Статьи
- Килин Ю. М. Сражение в районе Иломантси 21 июля — 9 августа 1944 г. [Текст] / Ю. М. Килин // Карельский фронт и Европейский Север России в годы Великой Отечественной войны. Петрозаводск: Изд-во ПетрГУ. — Петрозаводск ПетрГУ, 2015. — С.25-35.